# Parvisedum congdonii
Parvisedum congdonii là một loài thực vật có hoa trong họ Crassulaceae. Loài này được (Eastw.) R.T. Clausen miêu tả khoa học đầu tiên năm 1946.